# کلانظهور
کلانظهور، روستایی در دهستان دلگان بخش مرکزی شهرستان دلگان در استان سیستان و بلوچستان ایران است.

## جمعیت
بر پایه سرشماری عمومی نفوس و مسکن در سال ۱۳۹۵، جمعیت این روستا برابر با ۱٬۲۴۶ نفر (۲۹۷ خانوار) بوده‌است.